# Máy móc

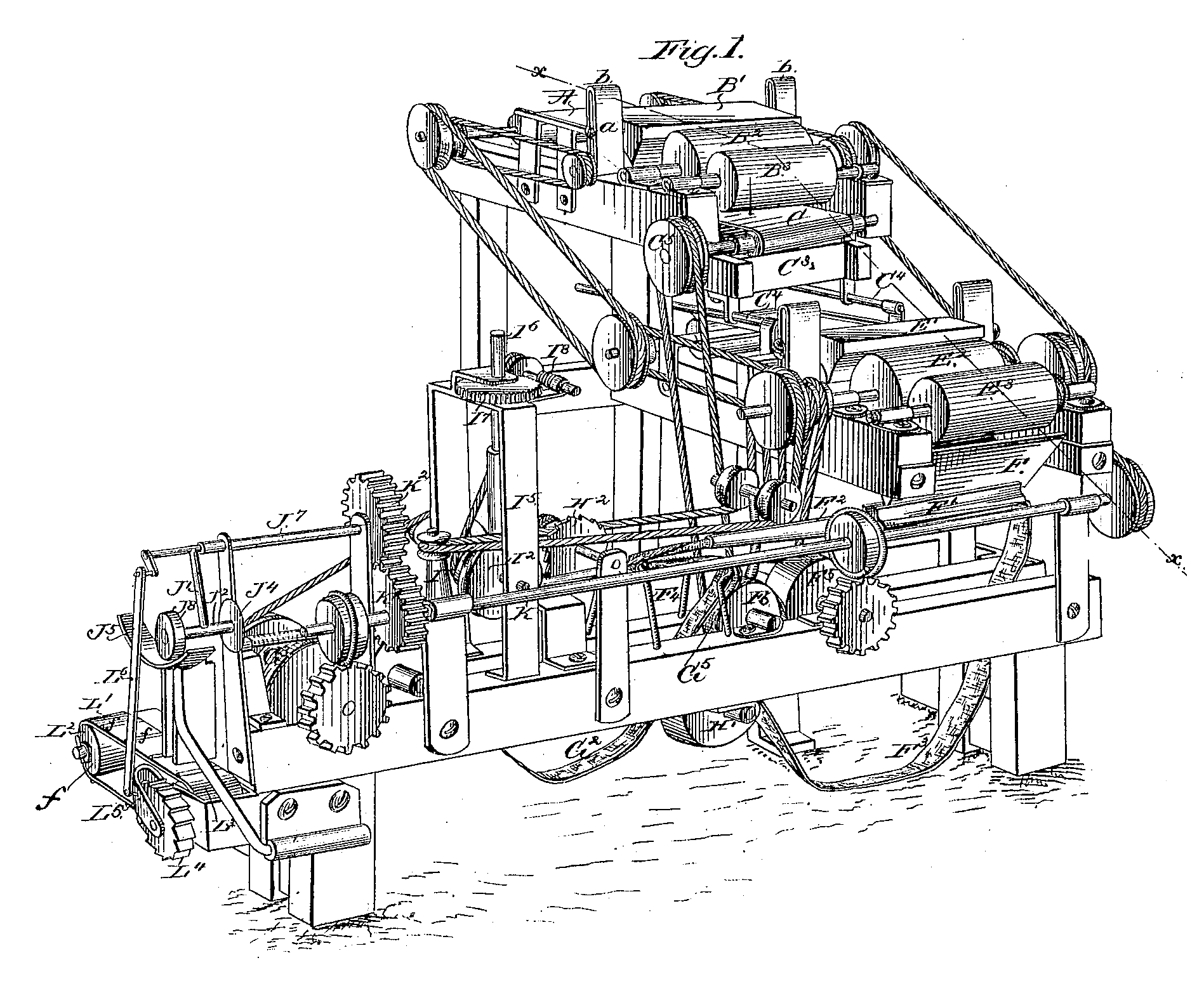
Máy cuốn thuốc lá của James Albert Bonsack, được phát minh năm 1880 và được cấp bằng sáng chế năm 1881

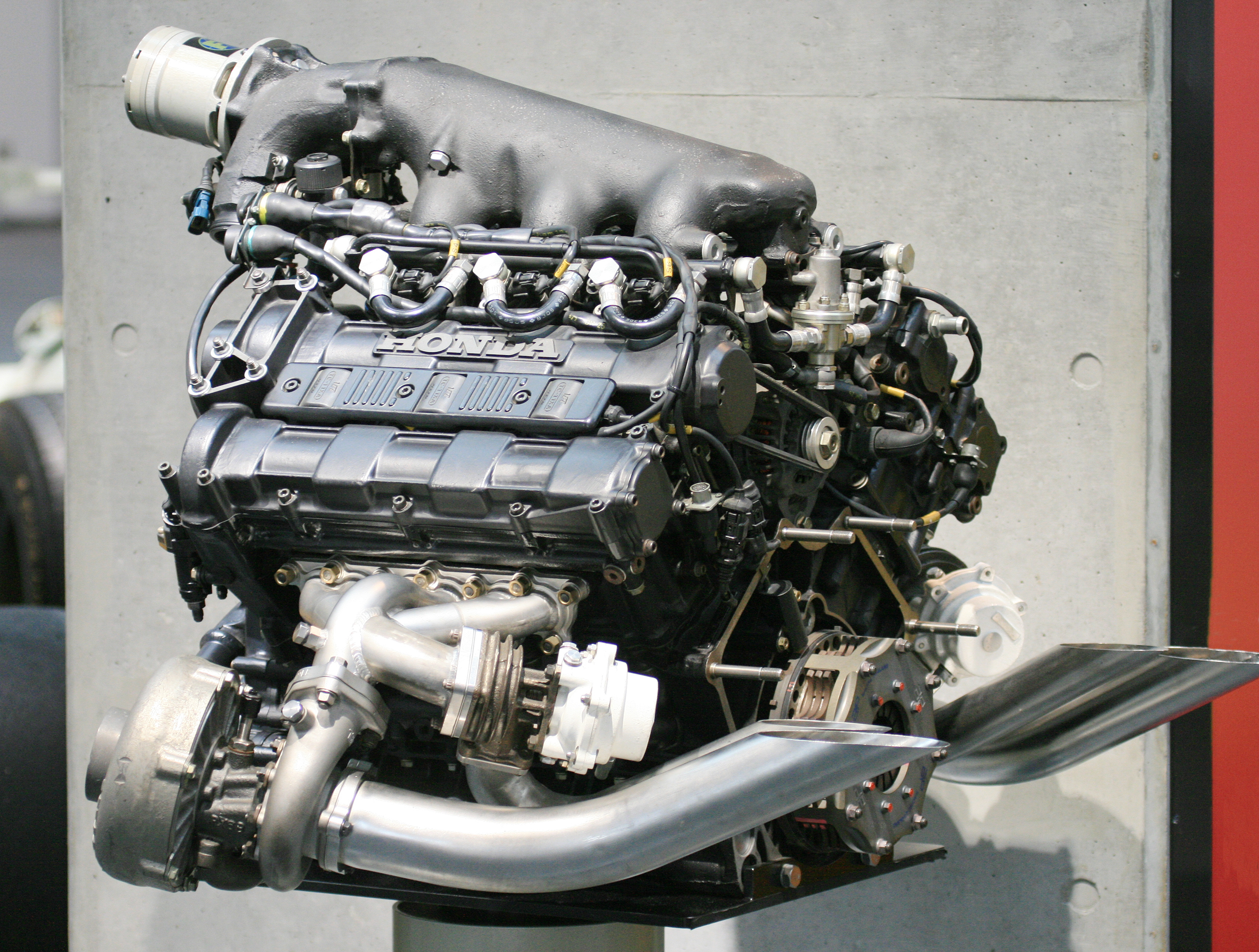
Một động cơ xe đua Honda F1.

Máy móc (hoặc gọi ngắn gọn là Máy) là một hệ thống vật lý sử dụng năng lượng để tác dụng lực và thực hiện chuyển động nhằm thực hiện một hành động. Máy móc có thể được điều khiển bởi động vật, con người, các lực tự nhiên như gió và nước, và bằng năng lượng (nhiệt, điện, cơ, ...). Chúng bao gồm một hệ thống cơ cấu định hình đầu vào và phân phối lực của bộ truyền động để đạt được ứng dụng cụ thể của lực đầu ra. Chúng cũng có thể bao gồm máy tính và cảm biến theo dõi hiệu suất và lập kế hoạch chuyển động, thường được gọi là hệ thống cơ học.
Các nhà triết học tự nhiên thời kỳ Phục hưng đã xác định sáu máy cơ đơn giản là những thiết bị cơ bản đặt tải trọng vào chuyển động và tính toán tỷ lệ giữa lực đầu ra với lực đầu vào, ngày nay được gọi là lợi thế cơ khí.
Máy móc hiện đại là một hệ thống phức tạp gồm các yếu tố cấu trúc, cơ chế, thành phần điều khiển và giao diện. Ví dụ về máy móc bao gồm nhiều loại. Chúng xuất hiện trong hầu hết cuộc sống hàng ngày của con người như: phương tiện giao thông (như xe đạp, xe máy, ô tô, tàu thuyền,... máy bay), thiết bị gia dụng (như máy bơm, tủ lạnh, bình nóng lạnh (là các máy nhiệt), điều hòa, quạt điện,...), cũng như các máy nông nghiệp, máy công cụ và robot.

## Lịch sử

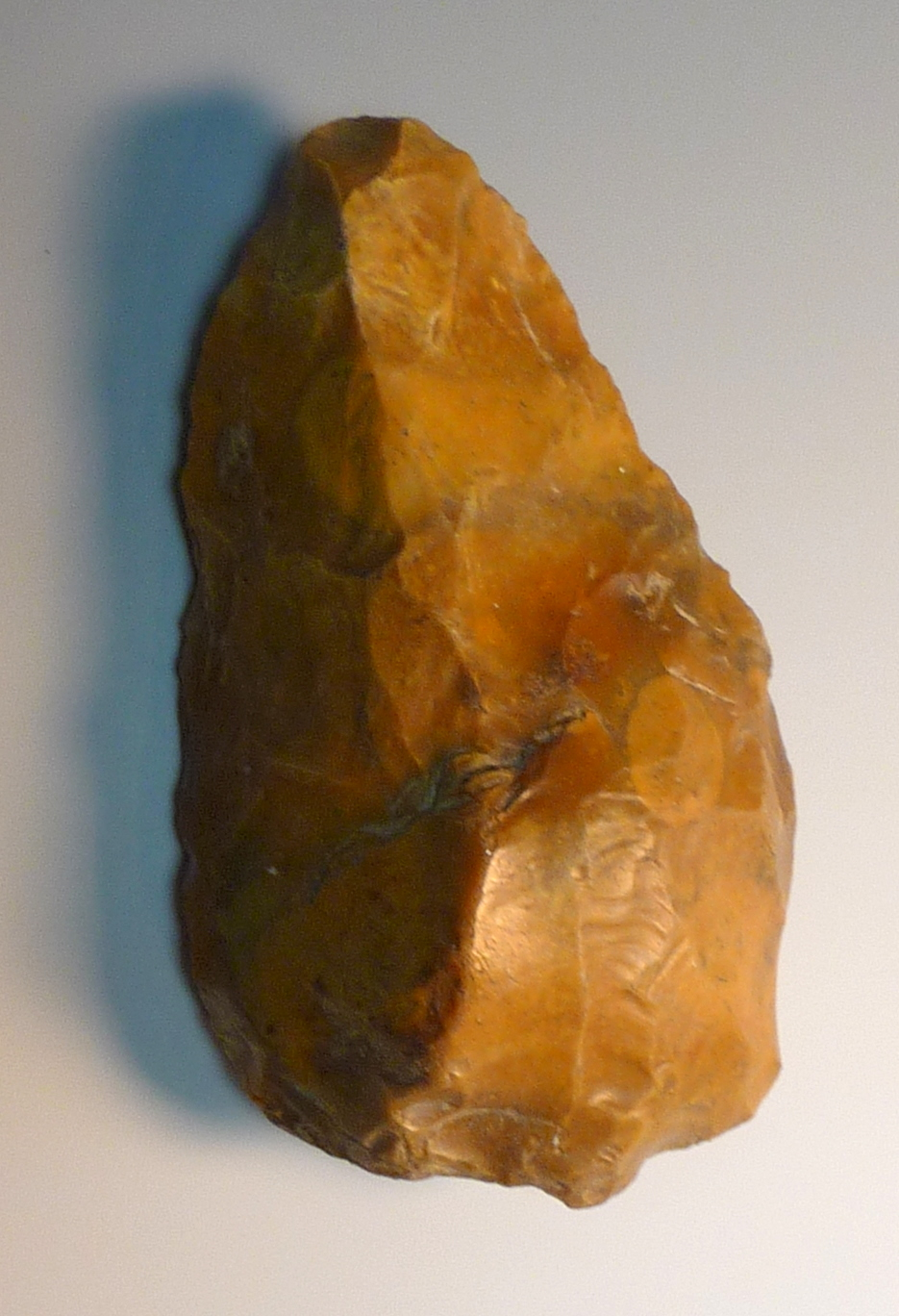
Rìu tay tìm thấy ở Winchester.

Rìu tay, được chế tạo bằng cách bẻ vụn đá để tạo thành hình nêm, được con người cầm vào tay để biến lực và chuyển động của dụng cụ thành lực chia cắt ngang và chuyển động của phôi. Rìu cầm tay là ví dụ đầu tiên về cái nêm, là loại máy lâu đời nhất trong số 6 loại máy đơn giản cổ điển mà hầu hết các máy đều dựa trên. Máy đơn giản lâu đời thứ hai là mặt phẳng nghiêng (đoạn đường nối), đã được sử dụng từ thời tiền sử để di chuyển các vật nặng.
Bốn loại máy đơn giản khác được phát minh ở Cận Đông cổ đại. Bánh xe, cùng với bánh xe và cơ cấu trục, được phát minh ở Lưỡng Hà (Iraq hiện đại) trong thiên niên kỷ thứ 5 TCN. Cơ chế đòn bẩy xuất hiện lần đầu tiên vào khoảng 5.000 năm trước ở Cận Đông, nơi nó được sử dụng trong một quy mô cân bằng đơn giản, và để di chuyển các vật thể lớn trong công nghệ Ai Cập cổ đại. Các đòn bẩy cũng được sử dụng trong thiết bị bơm nước  shadoof lên cao,là dạng máy cần cẩu đầu tiên, đã xuất hiện ở vùng Lưỡng Hà vào khoảng năm 3000 TCN và sau đó trong công nghệ Ai Cập cổ đại vào khoảng năm 2000 TCN. Bằng chứng sớm nhất về ròng rọc có từ thời Lưỡng Hà vào đầu thiên niên kỷ thứ 2 TCN, và Ai Cập cổ đại trong Vương triều thứ 12 (1991-1802 trước Công nguyên). Vít, loại máy đơn giản cuối cùng được phát minh, lần đầu tiên xuất hiện ở Lưỡng Hà trong thời kỳ Tân-Assyria (911-609) TCN. Các kim tự tháp Ai Cập được xây dựng bằng cách sử dụng ba trong số sáu máy đơn giản, mặt phẳng nghiêng, nêm và đòn bẩy, để tạo ra các cấu trúc giống như Kim tự tháp Giza. Ba trong số những cỗ máy đơn giản đã được nhà triết học Hy Lạp Archimedes nghiên cứu và mô tả vào khoảng thế kỷ thứ 3 trước Công nguyên: đòn bẩy, ròng rọc và trục vít. Archimedes đã khám phá ra nguyên tắc lợi thế cơ học trong đòn bẩy. Các nhà triết học Hy Lạp sau này đã định nghĩa năm loại máy đơn giản cổ điển (không bao gồm mặt phẳng nghiêng) và có thể tính toán sơ bộ lợi thế cơ học của chúng. Heron of Alexandria (khoảng 10–75 SCN) trong tác phẩm Cơ học liệt kê năm cơ chế có thể "thiết lập tải trong chuyển động"; đòn bẩy, tời gió, ròng rọc, nêm và vít, và mô tả cách chế tạo và sử dụng của chúng. Tuy nhiên, sự hiểu biết của người Hy Lạp chỉ giới hạn ở tĩnh học (sự cân bằng của lực) và không bao gồm động lực học (sự cân bằng giữa lực và khoảng cách) hay khái niệm về công trong vật lý.
Những cỗ máy chạy bằng nước thực tế sớm nhất, guồng nước và cối xay nước, lần đầu tiên xuất hiện ở Đế chế Ba Tư, ở Iraq và Iran ngày nay, vào đầu thế kỷ thứ 4 TCN. Những cỗ máy chạy bằng năng lượng gió thực tế sớm nhất, cối xay gió và máy bơm gió, lần đầu tiên xuất hiện ở thế giới Hồi giáo trong Thời kỳ Vàng của Hồi giáo, ở Iran, Afghanistan và Pakistan, vào thế kỷ thứ 9 sau Công nguyên. Máy chạy bằng hơi nước thực tế sớm nhất là máy kích hơi chạy bằng tuabin hơi, được Taqi al-Din Muhammad ibn Ma'ruf ở Ottoman, Ai Cập mô tả vào năm 1551.
Máy tách bông được phát minh ở Ấn Độ vào thế kỷ thứ 6 sau Công nguyên, và bánh xe quay được phát minh ở thế giới Hồi giáo vào đầu thế kỷ 11, cả hai đều là cơ sở cho sự phát triển của ngành công nghiệp bông. Bánh xe quay cũng là tiền thân của jenny quay, đây là một bước phát triển quan trọng trong cuộc Cách mạng Công nghiệp đầu thế kỷ 18. Trục khuỷu và trục cam được Al-Jazari ở Bắc Lưỡng Hà phát minh vào khoảng năm 1206, và sau đó chúng trở thành trung tâm của máy móc hiện đại như động cơ hơi nước, động cơ đốt trong và điều khiển tự động.
Máy móc lập trình được sớm nhất được phát triển ở thế giới Hồi giáo. Máy chơi nhạc tuần tự, một nhạc cụ lập trình được, là loại máy lập trình sớm nhất. Bộ phối ghép âm nhạc đầu tiên là một máy thổi sáo tự động do anh em Banu Musa phát minh, được mô tả trong Sách về những thiết bị khéo léo của họ, vào thế kỷ thứ 9. Năm 1206, Al-Jazari đã phát minh ra máy tự động/robot có thể lập trình được. Ông mô tả bốn nhạc công tự động hóa, bao gồm cả những người đánh trống được vận hành bởi một máy đánh trống lập trình được, và họ có thể được tạo ra để chơi các nhịp điệu khác nhau và các kiểu đánh trống khác nhau. Các tháp đồng hồi, một đồng hồ thiên văn chạy bằng sức nước cơ khí được Al-Jazari phát minh, là máy tính tương tự đầu tiên lập trình được.
Trong thời kỳ Phục hưng, động lực học của Sức mạnh cơ học, như những cỗ máy đơn giản được gọi, bắt đầu được nghiên cứu trên quan điểm về mức độ hữu ích mà chúng có thể thực hiện, dẫn đến khái niệm mới về công cơ khí. Năm 1586, kỹ sư người Flemish, Simon Stevin, rút ra được lợi thế cơ học của mặt phẳng nghiêng, và nó được đưa vào cùng với các máy đơn giản khác. Lý thuyết động lực học hoàn chỉnh của các máy đơn giản được nhà khoa học người Ý Galileo Galilei đưa ra vào năm 1600 trong cuốn Le Meccaniche ("Về cơ học"). Ông là người đầu tiên hiểu rằng máy móc đơn giản không tạo ra năng lượng, chúng chỉ biến đổi nó.
Các quy tắc cổ điển của ma sát trượt trong máy móc được Leonardo da Vinci (1452–1519) tìm ra, nhưng vẫn chưa được xuất bản trong sổ tay của ông. Chúng được phát hiện lại bởi Guillaume Amontons (1699) và được Charles-Augustin de Coulomb (1785) phát triển thêm.
James Watt đã được cấp bằng sáng chế về liên kết chuyển động song song của mình vào năm 1782, điều này đã làm cho động cơ hơi nước tác động kép trở nên thực tế. Động cơ hơi nước Boulton và Watt và sau này thiết kế các đầu máy chạy bằng hơi nước, tàu hơi nước và nhà máy chạy các động cơ này.
Cách mạng Công nghiệp là một giai đoạn từ năm 1750 đến năm 1850, nơi những thay đổi trong nông nghiệp, sản xuất, khai thác mỏ, giao thông vận tải và công nghệ có ảnh hưởng sâu sắc đến các điều kiện xã hội, kinh tế và văn hóa của thời đại. Nó bắt đầu ở Vương quốc Anh, sau đó lan rộng ra khắp Tây Âu, Bắc Mỹ, Nhật Bản và cuối cùng là phần còn lại của thế giới.
Bắt đầu từ cuối thế kỷ 18, bắt đầu có sự chuyển đổi trong các bộ phận của nền kinh tế lao động chân tay và động vật trước đây của Vương quốc Anh sang sản xuất dựa trên máy móc. Nó bắt đầu với việc cơ giới hóa các ngành công nghiệp dệt, sự phát triển của kỹ thuật luyện sắt và tăng cường sử dụng than tinh luyện.

## Các máy móc đơn giản

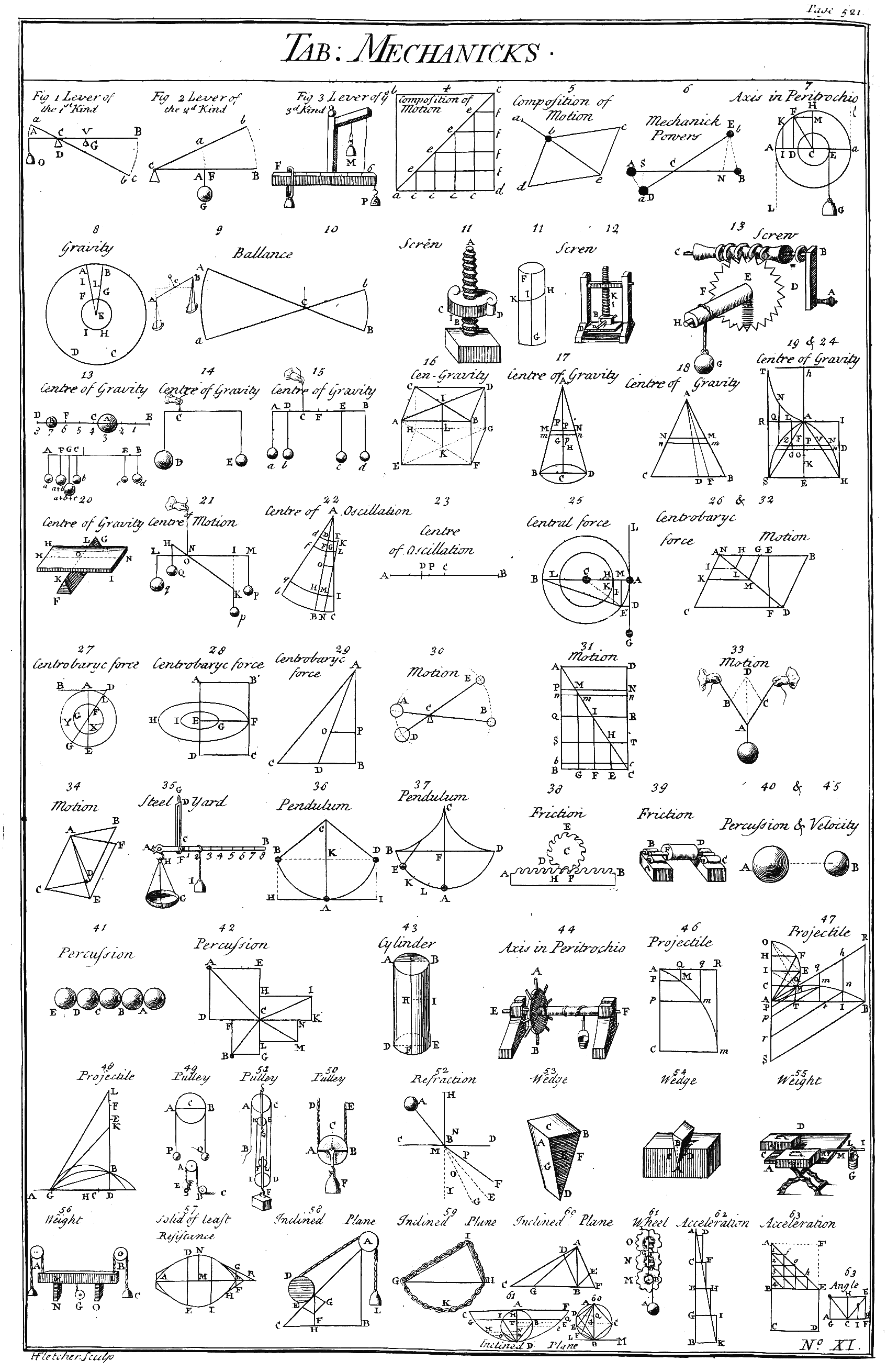
Bảng các cơ chế máy móc đơn giản, từ Chambers 'Cyclopædia, 1728. Máy móc đơn giản cung cấp một "từ vựng" để hiểu các máy móc phức tạp hơn.

Ý tưởng rằng một cỗ máy có thể được phân rã thành các phần tử có thể chuyển động đơn giản hơn đã khiến Archimedes định nghĩa đòn bẩy, ròng rọc và trục vít là những cỗ máy đơn giản. Đến thời kỳ Phục hưng, danh sách này tăng lên bao gồm bánh xe và trục, nêm và mặt phẳng nghiêng. Cách tiếp cận hiện đại để mô tả đặc tính của máy tập trung vào các thành phần cho phép chuyển động, được gọi là khớp nối.
Wedge (rìu tay): Có lẽ ví dụ đầu tiên về một thiết bị được thiết kế để quản lý quyền lực là rìu cầm tay, còn được gọi là biface và Olorgesailie. Một chiếc rìu cầm tay được làm bằng cách mài đá, thường là đá lửa, để tạo thành một cạnh hai mặt, hoặc hình nêm. Nêm là một máy đơn giản biến lực ngang và chuyển động của dụng cụ thành lực tách ngang và chuyển động của phôi. Sức mạnh sẵn có bị giới hạn bởi nỗ lực của người sử dụng công cụ, nhưng vì sức mạnh là sản phẩm của lực và chuyển động, nêm khuếch đại lực bằng cách giảm chuyển động. Sự khuếch đại này, hay lợi thế cơ học là tỷ số giữa tốc độ đầu vào và tốc độ đầu ra. Đối với một cái nêm, giá trị này được cho bởi 1 / tanα, trong đó α là góc chóp. Các mặt của hình nêm được mô hình hóa dưới dạng các đường thẳng để tạo thành khớp trượt hoặc khớp lăng trụ.
Đòn bẩy: Đòn bẩy là một thiết bị quan trọng và đơn giản khác để quản lý lực. Đòn bẩy là một vật thể xoay trên một điểm tựa. Vì vận tốc của một điểm ở xa trục lớn hơn vận tốc của một điểm gần trục nên các lực tác dụng ở xa trục được khuếch đại gần trục bằng sự giảm tốc độ liên quan. Nếu a là khoảng cách từ trục quay đến điểm đặt lực đầu vào và b là khoảng cách đến điểm đặt lực đầu ra thì a / b là lợi thế cơ học của đòn bẩy. Điểm tựa của đòn bẩy được mô phỏng như một khớp bản lề hoặc khớp quay.
Bánh xe: Bánh xe là một máy móc quan trọng, chẳng hạn như một cỗ xe. Một bánh xe sử dụng định luật đòn bẩy để giảm lực cần thiết để thắng ma sát khi kéo một tải trọng. Để thấy điều này, chú ý rằng ma sát liên quan đến việc kéo một tải trọng trên mặt đất xấp xỉ với ma sát trong một ổ trục đơn giản hỗ trợ tải trọng lên trục của bánh xe. Tuy nhiên, bánh xe tạo thành một đòn bẩy giúp phóng đại lực kéo để nó vượt qua lực cản ma sát trong ổ trục.

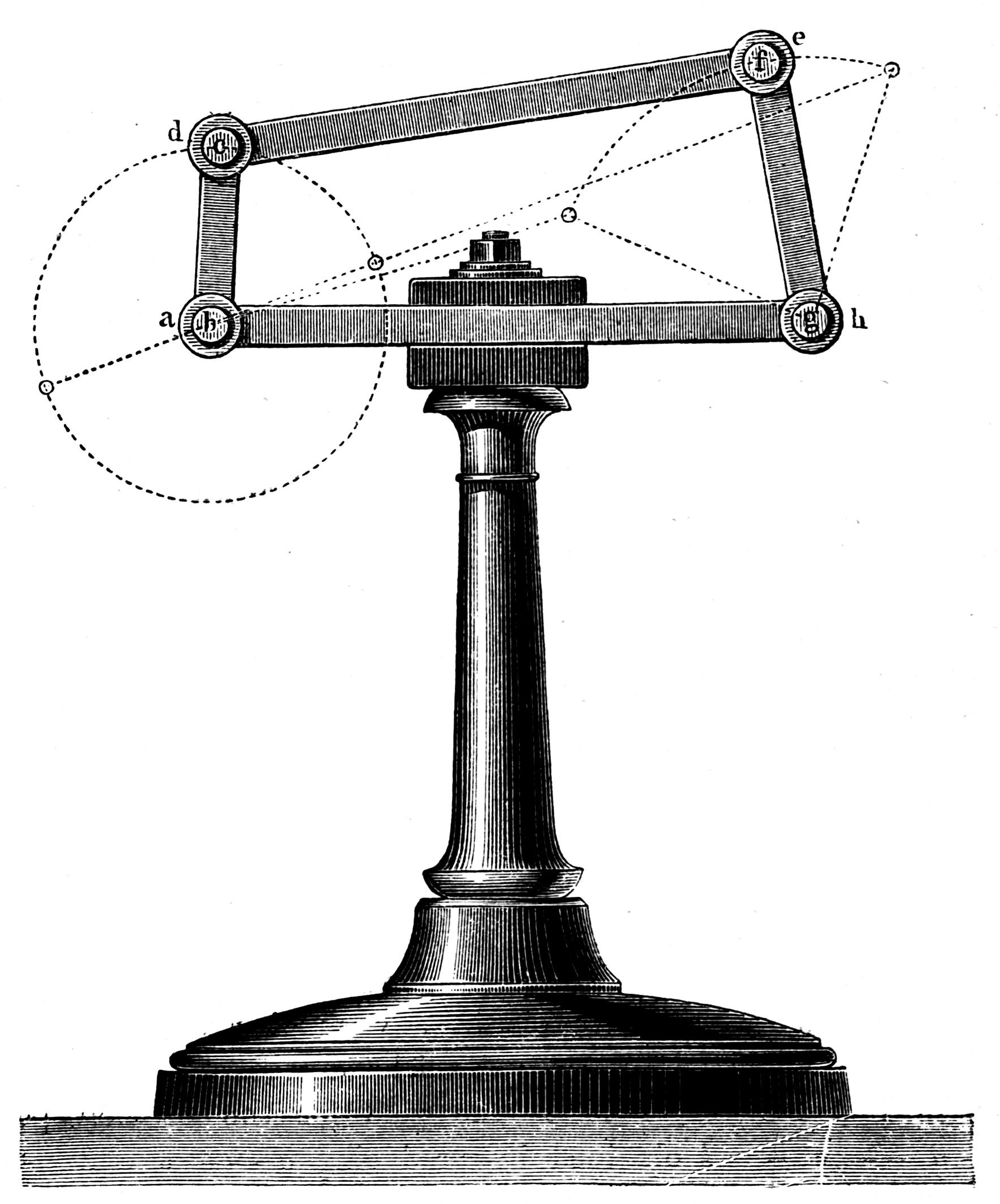
Hình minh họa về liên kết bốn thanh từ tác phẩm Động học của Máy móc, 1876

Việc phân loại các loại máy đơn giản để đưa ra chiến lược thiết kế các loại máy mới được phát triển bởi Franz Reuleaux, người đã thu thập và nghiên cứu hơn 800 máy cơ bản. Ông nhận ra rằng các máy móc đơn giản cổ điển có thể được tách thành đòn bẩy, ròng rọc và bánh xe và trục được tạo thành bởi một cơ thể quay quanh bản lề, và mặt phẳng nghiêng, nêm và vít tương tự như một khối trượt trên một mặt phẳng.
Máy móc đơn giản là những ví dụ cơ bản về chuỗi động học hoặc liên kết được sử dụng để mô hình hóa các hệ thống cơ khí khác nhau, từ động cơ hơi nước đến người điều khiển robot. Các ổ trục tạo thành điểm tựa của đòn bẩy và cho phép bánh xe, trục và ròng rọc quay là ví dụ về một cặp động học được gọi là khớp bản lề. Tương tự, mặt phẳng của một mặt phẳng nghiêng và nêm là những ví dụ về cặp động học được gọi là khớp trượt. Trục vít thường được xác định là cặp động học riêng của nó được gọi là khớp xoắn.
Nhận thức này cho thấy rằng chính các khớp, hoặc các kết nối cung cấp chuyển động, là các yếu tố chính của máy móc. Bắt đầu với bốn loại khớp là khớp quay, khớp trượt, khớp cam và khớp bánh răng và các khớp liên quan như dây cáp, dây đai, có thể hiểu máy là một tập hợp các chi tiết rắn kết nối các khớp này gọi là cơ cấu.
Hai đòn bẩy, hoặc tay quay, được kết hợp thành một liên kết bốn thanh phẳng bằng cách gắn một liên kết kết nối đầu ra của một tay quay với đầu vào của một tay quay khác. Các liên kết bổ sung có thể được gắn để tạo thành liên kết sáu thanh hoặc nối tiếp để tạo thành rô bốt.

## Hệ thống cơ khí

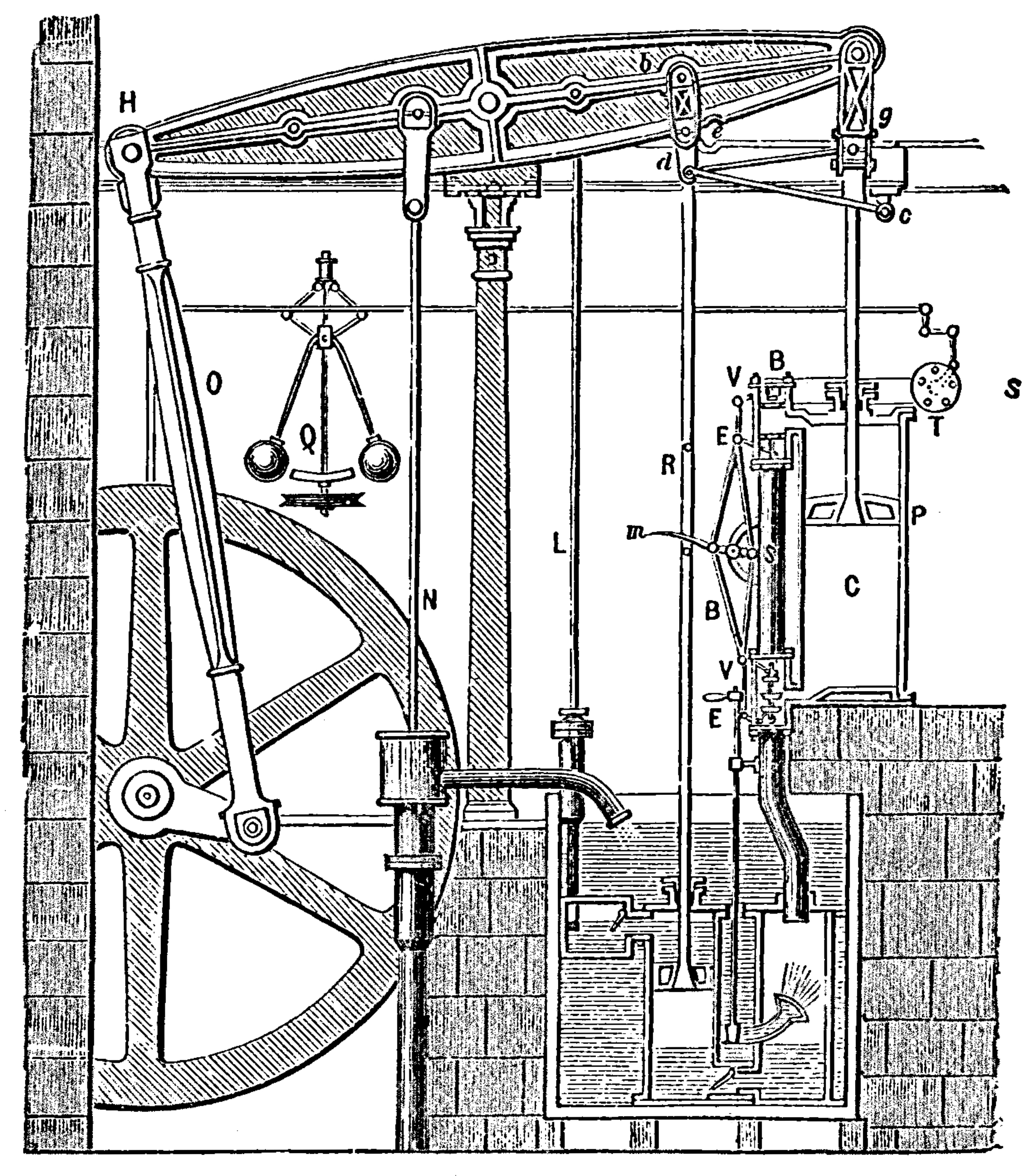
Động cơ hơi nước Boulton & Watt, 1784

Một hệ thống cơ khí quản lý công suất để hoàn thành một nhiệm vụ liên quan đến lực và chuyển động. Máy móc hiện đại là hệ thống bao gồm (i) nguồn công và các bộ truyền động tạo ra lực và chuyển động, (ii) một hệ thống các cơ cấu định hình đầu vào của bộ truyền động để đạt được ứng dụng cụ thể của lực đầu ra và chuyển động, (iii) bộ điều khiển với các cảm biến so sánh đầu ra với mục tiêu hiệu suất và sau đó hướng đầu vào của bộ truyền động và (iv) một giao diện với người vận hành bao gồm đòn bẩy, công tắc và màn hình.
Điều này có thể được nhìn thấy trong động cơ hơi nước của Watt (xem hình minh họa), trong đó năng lượng được cung cấp bởi hơi nước giãn nở để dẫn động piston. Cần trục di chuyển, bộ ghép và tay quay biến đổi chuyển động thẳng của piston thành chuyển động quay của ròng rọc ở đầu ra. Cuối cùng, chuyển động quay của ròng rọc dẫn động bộ điều chỉnh quả cầu điều khiển van cho hơi đầu vào xi lanh piston.
Tính từ "cơ khí" đề cập đến kỹ năng trong ứng dụng thực tế của một môn nghệ thuật hoặc khoa học, cũng như liên quan đến hoặc gây ra bởi chuyển động, lực vật lý, đặc tính hoặc tác nhân như được xử lý bởi cơ học. Tương tự Merriam-Webster Dictionary định nghĩa "cơ khí" là liên quan đến máy móc hoặc công cụ.
Luồng năng lượng qua máy cung cấp một cách để hiểu hiệu suất của các thiết bị khác nhau, từ đòn bẩy và hộp số đến ô tô và hệ thống rô bốt. Nhà cơ học người Đức Franz Reuleaux  đã viết, "một cỗ máy là sự kết hợp của các cơ quan chịu lực được sắp xếp sao cho bằng các lực cơ học của tự nhiên có thể bị ép buộc làm công việc kèm theo một số chuyển động xác định." Chú ý rằng lực và chuyển động kết hợp để xác định công suất.
Gần đây hơn, Uicker et al. tuyên bố rằng máy móc là "một thiết bị để sử dụng năng lượng hoặc thay đổi hướng của nó." McCarthy và Soh  mô tả một cỗ máy như một hệ thống "thường bao gồm một nguồn năng lượng và một cơ chế sử dụng có kiểm soát nguồn năng lượng này."

## Nguồn năng lượng

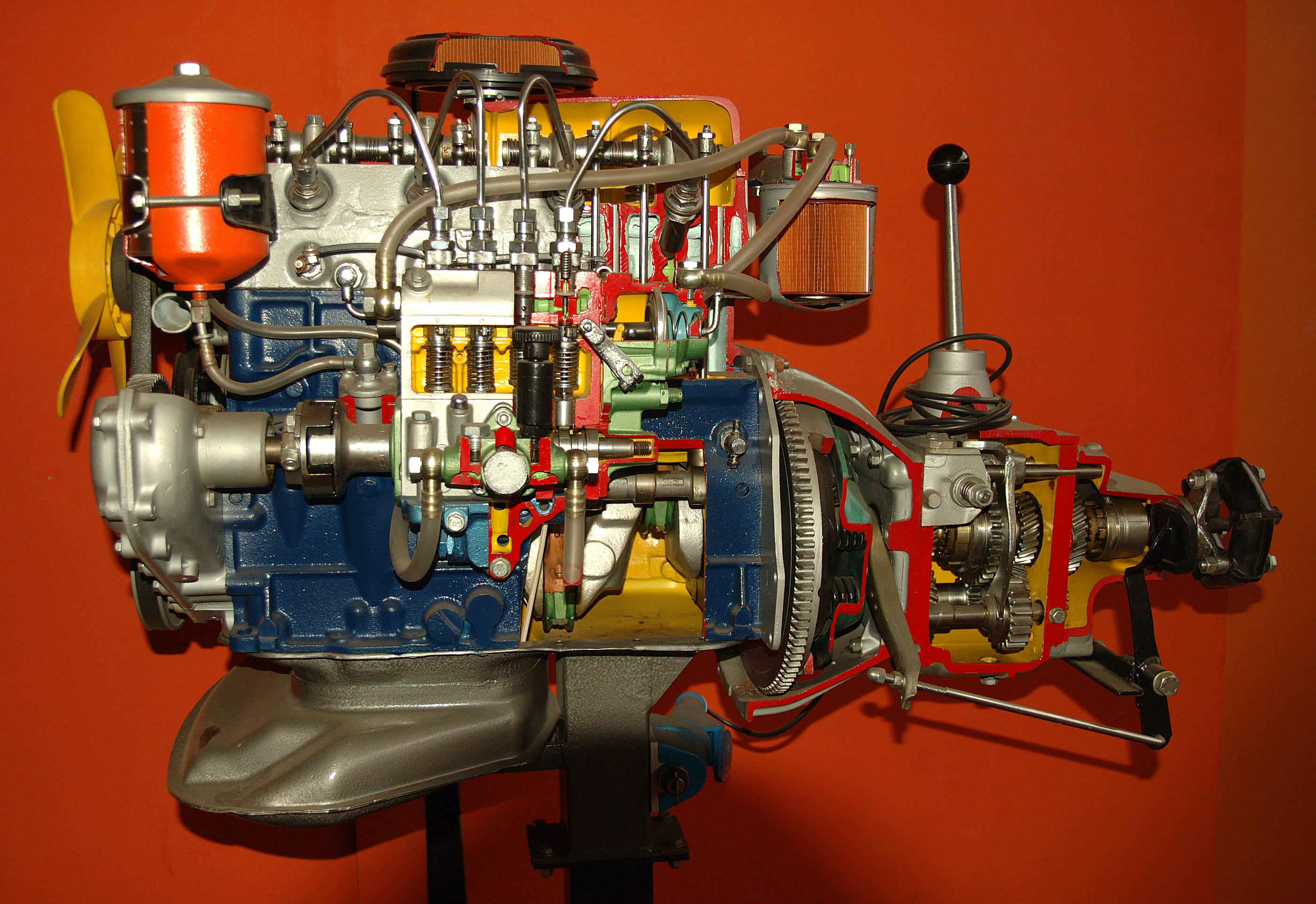
Động cơ diesel, ly hợp ma sát và bộ truyền bánh răng của ô tô.

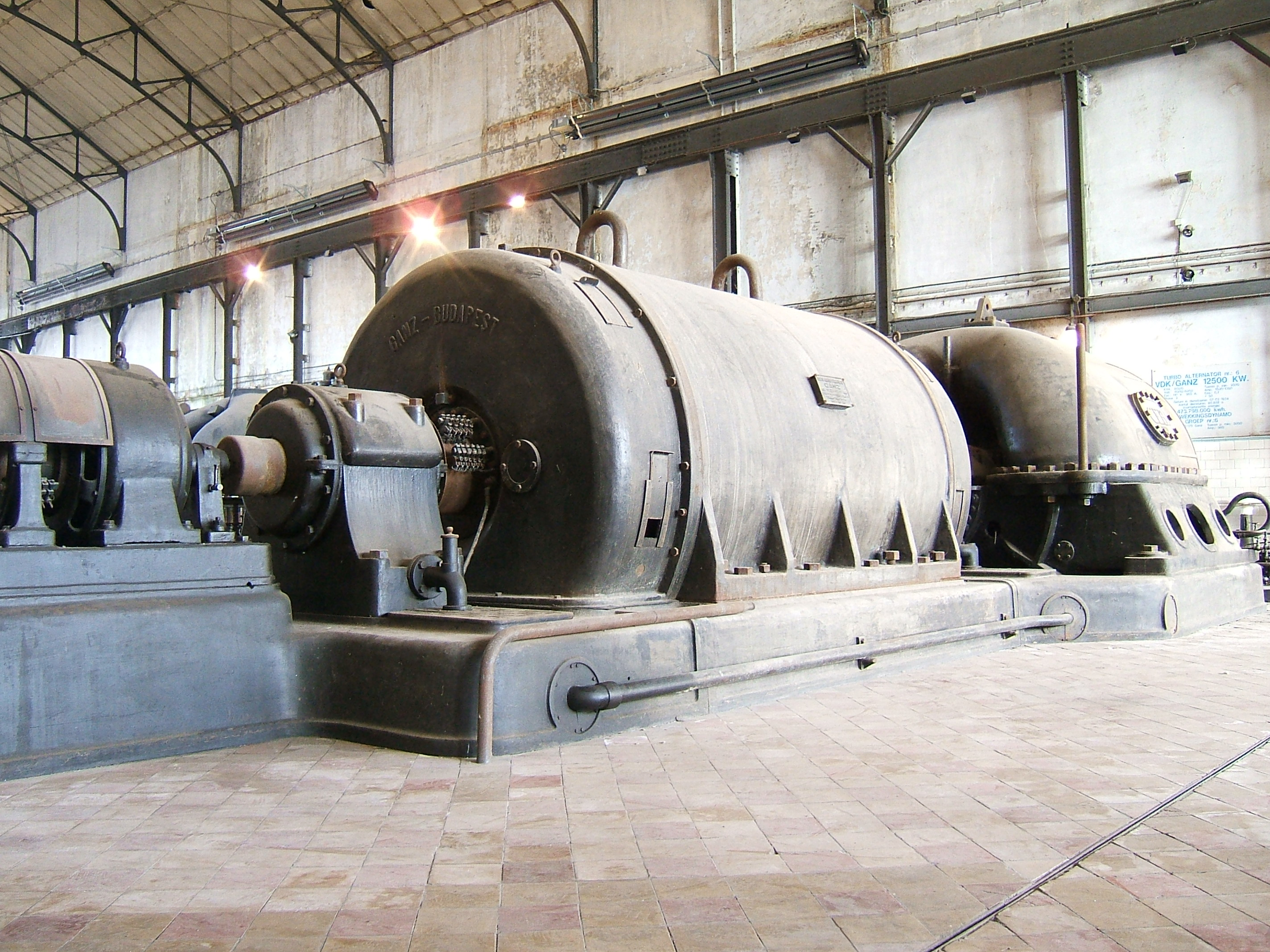
Máy phát điện Ganz sơ khai ở Zwevegem, Tây Flanders, Bỉ